# Napoleon Games
Napoleon Games is een Belgisch bedrijf actief in het aanbieden van gokspelen. De hoofdzetel is gelegen in Erembodegem. In 2018 veranderde Napoleon Games haar naam naar Napoleon Sports & Casino, mogelijks vanwege een nakende wijziging in de kansspel wetgeving. Eind 2021 kwam Napoleon in Roemeense handen na een overname door Superbet.

## Geschiedenis
Het bedrijf ontstond door de lokale ondernemer Willy Michiels  uit Kerksken die zijn professionele carrière begon als kersenplukker op het landbouwbedrijf van zijn vader, maar die een imperium van caféspelen en Casino games heeft opgebouwd. In cafés in België begon hij met de import van jukeboxen uit Amerika, maar hij koos vrijwel direct voor jackpots en bingoautomaten. Daaruit heeft hij zijn bijnaam 'de bingokoning' of 'den Chipper'. In 2015 werd het bedrijf verkocht aan de investeringsgroep Waterland. In 2021 werd het bedrijf verkocht aan het Roemeense Superbet, die daarmee marktleider in België werd. De verkoopswaarde zou tussen de 350 à 400 miljoen euro liggen.
Het bedrijf is eigenaar van het Casino Knokke en had tot 2020 de concessie van Casino Middelkerke.
Daarnaast heeft het verschillende licenties bij de Kansspelcommissie (A+, B+ & F+). Napoleon is het enige casino in België dat het spel 'Dice Spinner' online aanbiedt. Het spel is ook terug te vinden in alle speelhallen van Napoleon Games.

## Sponsoring
Napoleon Games was tot 2017 tijdlang sponsor van cyclocross (Sunweb-Napoleon Games) en de eerste editie van de Napoleon Games Cycling Cup in 2018.
Het bedrijf is sponsor van twee Pro League teams: RSC Anderlecht en SV Zulte Waregem.
Sinds 2020 hebben ze een samenwerking met Deceuninck Quick Step. In 2021 verlengde Napoleon de samenwerking tot 2024 en legde hiervoor extra budget op tafel. Napoleon wordt hiermee geen hoofdsponsor of vervanger van Deceuninck, maar krijgt een prominentere plek op het wielershirt.

## Jackpot
Op dinsdag 27 April 2021 viel bij Napoleon een jackpot van 19.430.723 euro. Een speler van het casino won met een spin van 15 euro deze jackpot op het slot game Mega Moolah. Hiermee strijkt Napoleon het Guinness World Record op voor de hoogste jackpot in een online casino.